# Triana (Vélez-Málaga)
Triana es un pueblo y pedanía que conforma una de las otras 11 del municipio español de Vélez-Málaga. Situada a 6,5 km del núcleo matriz (Vélez-Málaga). Conocida también como el corazón de la Axarquía, que cumple a su vez la función de capitalidad de la comarca de la Axarquía, accediéndose por la A-356 hacia Casabermeja, unos 2 km hasta llegar al cruce del Trapiche, donde se girará en dirección al municipio de Benamargosa, de la que dista 4 km más que Triana (Triana dista 4 km desde el cruce).
Aproximadamente, tiene unos 1000 habitantes.

## Historia
Se sabe que su nacimiento como población comenzó a tomar cuerpo a finales del siglo XIX, con los asentamientos de algunos vecinos provenientes del núcleo próximo de La Zorrilla hoy habitado por extranjeros. Estos vecinos fueron cambiando su morada por los inconvenientes que existían en esa zona cuando el río Benamargosa hacía presencia con suma turbulencia, dejando a los habitantes de La Zorrilla aislados durante semanas, incluso meses.
Su nombre procede de la barriada sevillana ya que como se dice se encuentra "al otro lado del río".
Posteriormente, hacia 1920 aproximadamente, se construyó la carretera que conectaba Benamargosa con el Trapiche y por lo tanto con Vélez-Málaga, siendo este motivo definitivo para la expansión del pueblo.
Triana es una aldea totalmente rural, enclavada en pleno corazón de la comarca. Su actividad es eminentemente agraria, existiendo una reconversión de sus cultivos que antaño vivieron de la vid, de la caña de azúcar y de las exquisitas hortalizas que en su ricas tierras se plantaban. Hoy sus campos y viñedos escarpados entre las lomas y pechos de esta tierra en los que se produce la mejor "uva moscatel" del mundo (hoy día muy reducida su producción) están cediendo terreno a las plantaciones subtropicales, siendo sus tierras las primeras que vieron llegar el Aguacate de tierras americanas, aunque desde su aparición a modo, casi, de planta ornamental o árbol para dar sombra transcurrieon varios años, hasta que el Centro de Investigaciones Agrícolas de la Finca de la Mayora, (Algarrobo), conjuntamente con la finca del Rancho California (Almuñécar), comenzaron una plantación masiva con destino a la venta de huesos. Este aguacate se plantó a la entrada de Benamargosa y procedió de un hueso que D. Antonio Fortes Fortes, emigrante en Venezuela, trajo desde esas tierras, regalándoselo a un amigo que lo plantó, tomando en poco tiempo una envergadura de 15 m. Posteriormente estas tierras dieron cobijo a la planta americana a modo de grandes explotaciones al comprobarse la magnífica adaptación a sus subsuelos, humedad y temperaturas de estos valles,

## Lugares de interés
El monumento más importante de Triana es un café-teatro hoy restaurado y utilizado para muchos actos. Data de principios del siglo XX y construido con cañas, cemento y algo de barro. También hay una escuela para infantil, 1.º de primaria y 2.º de primaria. Hay otro colegio que da clases a niños desde 3.º de primaria hasta 6.º de primaria.
Dentro de la Pedanía de Triana, se encuentra un espacio budista llamado " Centro Budista Karma Guen"o "Stupa de de Kalachakra". Está situada a 2,8 km de Triana. Esta Stupa es la primera de todo Occidente. Desde ella se puede  observar el Mar,  la Sierra Tejeda y Almijara. Además se puede contemplar un gran número de pueblos de la Axarquía como Benamocarra, Iznate, Vélez-Málaga, Triana, Almáchar, Comares, Viñuela, Periana, Canillas de Aceituno, Riogordo, Cútar y Alcaucín.

## Fiestas
Sus fiestas están dedicadas al Patrón San José y a San Juan celebrándose en ambas fechas tanto una romería como una verbena.
Es, en suma, un cálido punto de tranquilidad en el seno de una Comarca muy humilde en la que se respira un pasado agrícola duro que originó una importante y casi masiva emigración a Barcelona y a los países industriales de Centroeuropa.